# Cementiri de Boisaca
El Cementiri municipal de Boisaca és el principal cementiri del concello de Santiago de Compostel·la, amb 66.000 metres quadrats i unes 12.000 places entre sepultures (8.659), nínxols (2.433) i panteons (168). Està situat al lloc de Boisaca, al nord de la ciutat, al costat del Polígon industrial del Tambre i de la carretera N-550.
El lloc fou escenari de diversos afusellaments durant els primers mesos de la Guerra Civil Espanyola, per als quals hi ha un record en un dels murs del cementiri en homenatge als executats, amb diverses plaques dels concellos de Santiago de Compostel·la i d'Ordes.
Ramón María del Valle-Inclán, Antón Fraguas Fraguas, Isaac Díaz Pardo, Ricardo Carvalho Calero, Xoán Xesús González, Pablo Pérez Costanti i Aurelio Aguirre són alguns dels personatges il·lustres les restes dels quals descansen a Boisaca.